# Pilicode
Pilicode es una ciudad censal situada en el distrito de Kasaragod en el estado de Kerala (India). Su población es de 9676 habitantes (2011). Se encuentra a 45 km de Kasaragod.

## Demografía
Según el censo de 2011 la población de Pilicode era de 9676 habitantes, de los cuales 4600 eran hombres y 5076 eran mujeres. Pilicode tiene una tasa media de alfabetización del 93,65%, inferior a la media estatal del 94%: la alfabetización masculina es del 97,33%, y la alfabetización femenina del 90,36%.